# Ángel Lezama
Ángel Ronniel Lezama Arteaga (San Félix, Bolívar, Venezuela; 25 de septiembre de 1997) es un futbolista venezolano que juega como centrocampista en el  Mineros de Guayana de la Segunda División de Venezuela.

## Trayectoria

### Monagas Sport Club
Para la temporada 2017, se incorpora al Monagas Sport Club por los próximos 2 años, procedente de Mineros de Guayana, como refuerzo de cara al torneo Apertura 2017. Debuta con el equipo el 29 de enero de 2017, ante el Caracas FC.

### Deportivo Táchira
Tras salir campeón con el Monagas SC, llega al Deportivo Táchira. Debuta en el equipo el 29 de enero de 2018, ante el Zulia FC.
Logra su primera participación en Copa Libertadores el 1 de febrero de 2018, en un encuentro correspondiente a la fase 2, donde el Deportivo Táchira enfrentaba de local al Independiente Santa Fe, formando parte del 11 titular del Deportivo Táchira y sustituido al minuto 69 a causa de una lesión muscular.

## Clubes

### Profesional
| Club                         | País                   | Temporadas |
| ---------------------------- | ---------------------- | ---------- |
| Mineros de Guayana           | Venezuela              | 2015       |
| Deportivo la Guaira (Cesión) | Venezuela              | 2016       |
| Mineros de Guayana           | Venezuela              | 2016       |
| Monagas SC                   | Venezuela              | 2017       |
| Deportivo Táchira (Cesión)   | Venezuela              | 2018       |
| Carabobo FC                  | Venezuela              | 2019       |
| FK Riteriai                  | Lituania               | 2020–2021  |
| Football Club Jazz           | Finlandia              | 2022- 2023 |
| Hatta Club                   | Emiratos Árabes Unidos | 2024       |
| Zamora Fútbol Club           | Venezuela              | 2026       |
| Mineros de Guayana           | Venezuela              | 2025-      |

## Estadísticas
| Equipo                       | Temporada           | Liga doméstica   | Liga doméstica   | Copas doméstica | Copas doméstica | Competición extranjera | Competición extranjera | Total | Total |
| Equipo                       | Temporada           | PJ               | Goles            | PJ              | Goles           | PJ                     | Goles                  | PJ    | Goles |
| Venezuela                    | Venezuela           | Primera División | Primera División | Copa Venezuela  | Copa Venezuela  | CONMEBOL               | CONMEBOL               | PJ    | Goles |
| ---------------------------- | ------------------- | ---------------- | ---------------- | --------------- | --------------- | ---------------------- | ---------------------- | ----- | ----- |
| Mineros de Guayana           | 2015                | 23               | 0                |                 |                 | —                      | —                      | 23    | 0     |
| Mineros de Guayana           | Total               | 23               | 0                |                 |                 | —                      | —                      | 23    | 0     |
| Deportivo la Guaira (Cesión) | 2016                | 6                | 0                |                 |                 | —                      | —                      | 6     | 0     |
| Deportivo la Guaira (Cesión) | Total               | 6                | 0                |                 |                 | —                      | —                      | 6     | 0     |
| Mineros de Guayana           | 2016                | 9                | 0                |                 |                 | —                      | —                      | 9     | 0     |
| Mineros de Guayana           | Total               | 9                | 0                |                 |                 | —                      | —                      | 9     | 0     |
| Monagas SC                   | 2017                | 1                |                  |                 |                 | —                      | —                      | 1     | 0     |
| Monagas SC                   | Total               | 1                |                  |                 |                 | —                      | —                      | 1     | 0     |
| Total de su carrera          | Total de su carrera | 37               | 0                |                 |                 |                        |                        | 37    | 0     |

## Palmarés

### Campeonatos nacionales
| Título           | Club    | País      | Año  |
| ---------------- | ------- | --------- | ---- |
| Torneo Apertura  | Monagas | Venezuela | 2017 |
| Primera División | Monagas | Venezuela | 2017 |